# Cova Gran de Santa Linya
La Cova Gran de Santa Linya forma un jaciment arqueològic que es troba a uns dos quilòmetres del nucli de Santa Linya que pertany al municipi de Les Avellanes i Santa Linya a la comarca de la Noguera, declarat bé cultural d'interès nacional.
Es va descobrir l'any 2002 i es va començar a excavar el 2004. La formació de la Cova Gran es deu en gran part a l'erosió provocada pel barranc de Sant Miquel al costat del qual es troba. El 2013 va ser declarada Bé Cultural d'Interès Nacional.
Aquest jaciment és important per entendre el trànsit entre la desaparició de les poblacions de neandertals i l'aparició de l'home modern (Homo sapiens).
La Cova Gran és un abric en semibòveda de grans proporcions (2.500 m2) que presenta una important seqüència cultural amb nivells d'ocupació que inclouen esdeveniments com la transició Paleolític mitjà-Paleolític superior, l'extinció dels neandertals i la seva relació amb la presència dels primers humans moderns. Altres processos que s'hi troben són la presència humana amb posterioritat al Darrer Màxim Glacial (LGM), així com la consolidació del Neolític.